# Ritratto di Albrecht Dürer il Vecchio (Londra)
Il Ritratto di Albrecht Dürer il Vecchio (Ritratto del padre) è un dipinto a olio su tavola (51x41 cm) di Albrecht Dürer, datata 1497 e conservato nella National Gallery di Londra. Dell'opera esistono alcune repliche, ma questa è considerata la migliore. Esiste inoltre un altro ritratto del padre agli Uffizi di Firenze, databile al 1490 circa.

## Storia
L'opera, datata lungo il margine superiore, è forse quella che era conservata nel municipio di Norimberga e che nel 1636, durante la guerra dei trent'anni, la città di Norimberga donò a Carlo I d'Inghilterra. Rimasto in Inghilterra sarebbe passato per varie vicende finché, nel 1903, il duca di Northampton non lo vendette al museo londinese.

## Descrizione e stile
Il padre di Dürer è ritratto a mezza figura, girato di tre quarti verso sinistra su sfondo rossiccio. Il portamento è fiero ma, rispetto al ritratto degli Uffizi, si nota come il viso sia ormai più segnato dalla vecchiaia, con profonde rughe che lo solcano. All'atteggiamento devoto e dimesso del primo ritratto, è ormai subentrato uno sguardo sempre fiero ma provato dalla stanchezza, come quello di chi ha dovuto attraversare grandi difficoltà nella vita. Lo stesso pittore, nella sua cronaca familiare, scrisse: "Albrecht Dürer il Vecchio ha trascorso la sua vita con grande stento e pesante, duro lavoro; da nulla ha tratto sostentamento se non da ciò che per sé, sua moglie e i figli, si è guadagnato con le proprie mani. Per questo egli ebbe assai poco".
Il volto è la parte che presenta la migliore qualità artistica, mentre il resto della figura fa pensare alla mano di un aiuto, se non addirittura di un copista che rielaborò un originale perduto del maestro.

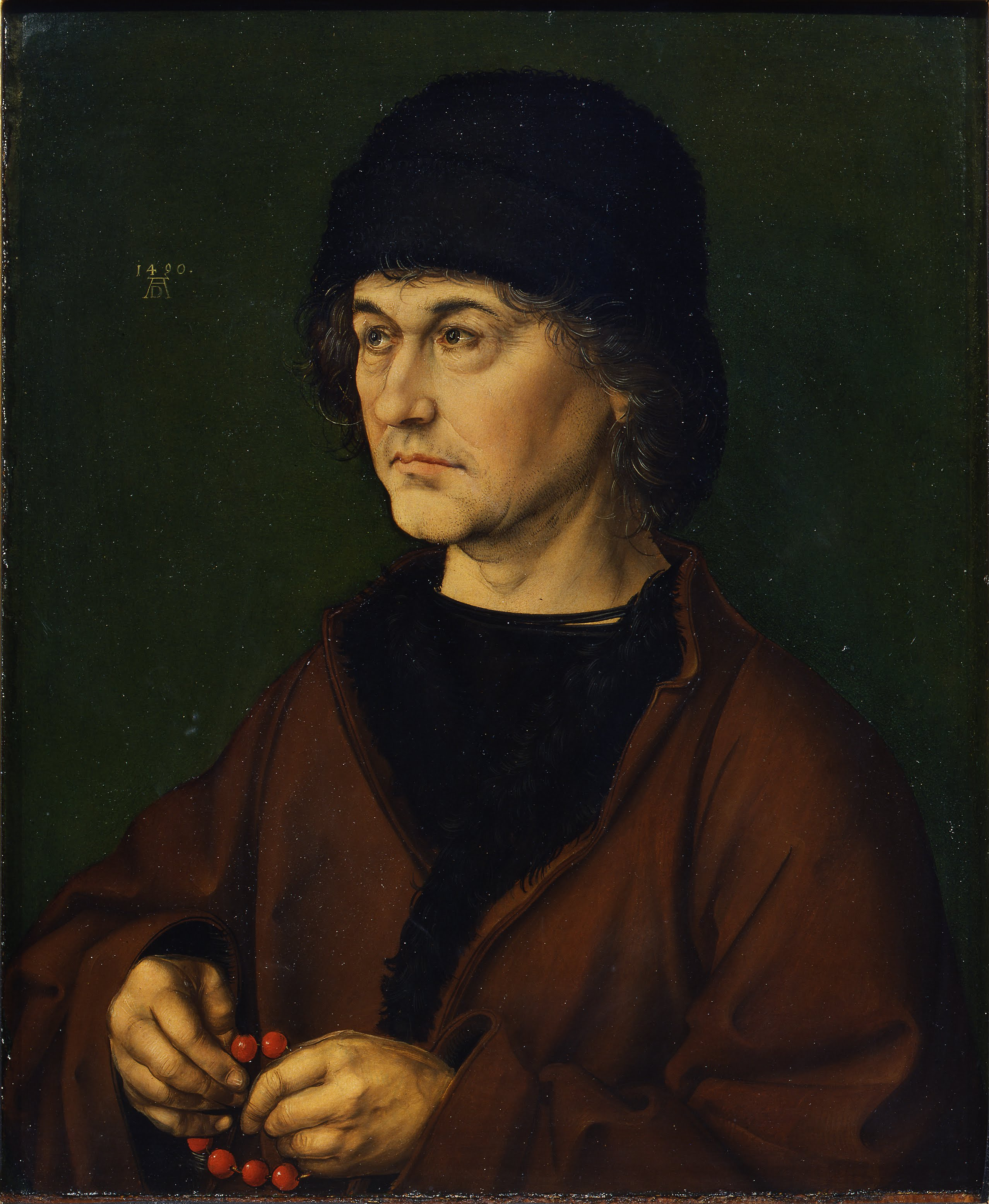
Ritratto di Albrecht Dürer il Vecchio (Uffizi)